# Llista de rius de la Plana Baixa
Llista de rius, rambles i barrancs a la comarca de la Plana Baixa, al País Valencià.
| Nom       | Tipus  | Conca    | Superfície conca | Longitud | Cabal      | Naixement                         | Naixement                                          | Desembocadura                 | Desembocadura                                          | Foto |
| Nom       | Tipus  | Conca    | Superfície conca | Longitud | Cabal      | Lloc                              | Coord                                              | Lloc                          | Coord                                                  | Foto |
| --------- | ------ | -------- | ---------------- | -------- | ---------- | --------------------------------- | -------------------------------------------------- | ----------------------------- | ------------------------------------------------------ | ---- |
| Millars   | riu    |          | 4.028 km²        | 156 km   | 14,72 m³/s | Serra de Gúdar (el Castellar)     | 40° 24′ 15″ N, 0° 47′ 34″ O / 40.40419°N,0.79278°O | mar Mediterrània (Vila-real)  | 39° 54′ 31″ N, 0° 00′ 44″ O / 39.90862°N,0.01212°O     |      |
| Veo       | riu    |          | 374 km²          | 42 km    |            | Serra d'Espadà (l'Alcúdia de Veo) |                                                    | mar Mediterrània (Borriana)   | 39° 52′ 45″ N, 0° 03′ 20″ O / 39.8792°N,0.0556°O       |      |
| Belcaire  | riu    |          |                  | 18,2 km  |            | Serra d'Espadà (Alfondeguilla)    |                                                    | mar Mediterrània (Moncofa)    | 39° 47′ 13″ N, 0° 08′ 30″ O / 39.7869879°N,0.1417977°O |      |
| Cerverola | rambla | Belcaire |                  |          |            | Serra d'Espadà                    |                                                    | riu Belcaire (la Vall d'Uixó) | 39° 48′ 24″ N, 0° 13′ 08″ O / 39.806636°N,0.2187974°O  |      |